# Filip Draković
Filip Draković, slovenski nogometaš, * 31. marec 1991, Murska Sobota.
Draković je nekdanji profesionalni nogometaš, ki je igral na položaju vratarja. V svoji karieri je branil za slovenske klube Mura 05, Čarda, Radomlje in Bogojina. Skupno je v prvi slovenski ligi odigral 51 tekem.